# Hoyersburg
Hoyersburg ist ein Ortsteil der Hansestadt Salzwedel im Altmarkkreis Salzwedel in Sachsen-Anhalt.

## Geographie
Der Ort liegt vier Kilometer nordnordöstlich von Salzwedel. Im Westen, Norden und Osten liegen das EU-Vogelschutzgebiet Landgraben-Dumme-Niederung mit dem Fauna-Flora-Habitat-Gebiet Landgraben-Dumme-Niederung nördlich Salzwedel am Grünen Band.
Hoyersburg verfügt über keine eigene Gemarkung, sondern liegt auf der von Salzwedel und wird daher zur Kernstadt gezählt. Die Nachbarorte sind Lübbow im Norden, Rebenstorf, Dangenstorf, Predöhl und Volzendorf im Nordosten, Klein Chüden und Ritze im Südosten, Siedlung Ost und Salzwedel im Süden, Chüttlitz, Alte Ziegelei und Brietzer Mühle im Südwesten sowie Blütlingen und Teplingen im Nordwesten.

## Geschichte

### Mittelalter bis Neuzeit
Hoyersburg gehört als ehemaliges Vorwerk im Norden von Salzwedel bereits seit dem Mittelalter zur Stadt Salzwedel.
Im Jahre 1373 schlossen die Alt- und Neustadt Salzwedel einen Vertrag um Eynen Berchfreden an der lüneburgischen Grenze im äußersten Norden der Stadt in einer sumpfigen Gegend zu errichten. Wilhelm Zahn beschreibt das Bauwerk als eine mit Wall und Graben umgebene Befestigung. Später stand hier das Haus eines Grenzvogtes, „Lübbauische oder Hoyersburg“ genannt, benannt nach dem benachbarten Lübbow.
In Akten aus dem Jahre 1744 wird berichtet, dass die Kämmerei Salzwedel im Jahre 1698 Fluchtgeld von lüneburgischen Bienenhaltern erhielt, die unter anderem in der sogenannten Hoyersburg im Strauch bei Ritze Bienenstände halten. Die Hoyersburg wird im Jahre 1784 in Akten des Brandenburgischen Landeshauptarchivs genannt. Ein Stadtforstbedienter hatte eine Wohnung an der Lüneburger Grenze inne. Weitere Nennungen sind 1820 Heyersburg, 1909 Hogersburger Ziegelei und 1958 Hoyersburg.
Nach der deutschen Teilung lag Hoyersburg im Sperrgebiet.

### Einwohnerentwicklung
| Jahr | Einwohner |
| ---- | --------- |
| 1818 | [0]04     |
| 1842 | [00]17    |
| 1871 | [0]16     |
| 1885 | [0]07     |
| 1905 | [0]33     |
| 1993 | [0]089    |
| 1995 | [0]087    |
| 2000 | [0]097    |

| Jahr | Einwohner |
| ---- | --------- |
| 2005 | [0]110    |
| 2010 | [0]097    |
| 2014 | [00]104   |
| 2015 | [00]098   |
| 2020 | [00]093   |
| 2021 | [00]090   |
| 2022 | [00]087   |
| 2023 | [0]90     |

## Religion
Die evangelischen Christen aus Hoyersburg gehören zur Kernstadt und damit zum Pfarrbereich Salzwedel, St. Marien im Kirchenkreis Salzwedel im Bischofssprengel Magdeburg der Evangelischen Kirche in Mitteldeutschland.

## Kultur und Sehenswürdigkeiten
- Der erhaltene Grenzturm steht unter Denkmalschutz.
- Der Vogelbeobachtungsstand bei den Kusebruchwiesen wurde im Jahr 2017 durch Brandstiftung zerstört.[15]